# 鮭川
鮭川（さけがわ）は、山形県北部を流れる最上川水系最上川支流の一級河川である。名称は、古くから鮭の遡上が見られたことに由来する。上流では大沢川と呼ばれている。アユやサクラマスの釣り場として、また国内有数の清流として有名である。

## 地理
鳥海山に程近い山形県最上郡真室川町大字差首鍋の秋田県との境にある丁岳山地に源を発する。新庄盆地西部を北から南へ流れ、最上郡戸沢村大字津谷付近で最上川に合流する。最上川との合流点付近では大きく曲流している。

## 流域の自治体
山形県
最上郡真室川町、鮭川村、新庄市、最上郡戸沢村

## 支流および河川施設
支流は主に新庄盆地東部に連なる奥羽山脈（神室山地）や西部に連なる出羽山地を水源としている。
- 高坂ダム
- 真室川（塩根川）：真室川町
  - 金山川（神室ダム、桝沢ダム）：金山町、真室川町
- 曲川：真室川町、鮭川村
- 泉田川：新庄市、鮭川村
- 升形川：新庄市
  - 指首野川：新庄市
- 濁沢川：戸沢村

## 歴史
- 2004年7月17日：氾濫が発生、鮭川村を中心に浸水被害が発生した。
- 2024年7月26日：氾濫が発生[1]。

## 並行する交通

### 鉄道
1965年まで延長28kmの真室川森林軌道が、奥羽本線釜淵駅と鮭川上流部の高坂ダム周辺を結んでいた。

### 道路
- 国道344号（真室川町大字差首鍋 - 真室川町大字大沢間）
- 山形県道35号真室川鮭川線（鮭川村大字石名坂 - 鮭川村大字佐渡間）
- 国道458号（鮭川村大字佐渡 - 鮭川村大字川口間）

## 流域の産業
農業
流域には小盆地が点在しており、主に稲作が行われている。奥羽山脈の裾野に広がる泉田川扇状地（塩野原）は、かつて原野であったが、現在では整然と区画された田畑が広がっている。また塩野原では畜産業も盛んなほか、一部で果樹栽培も行われている。主に真室川町の山菜や鮭川村でのきのこ栽培も特筆すべきものがある。
林業
流域は古来より木材の産地として知られ、上流域で伐採された木材の木流しが行われていた。現在でも金山町は樹齢250年を超す杉の美林が点在する金山杉の産地として有名である。
漁業
清流鮭川は、アユやサクラマス等の釣り場として知られている。現在でも鮭の遡上が見られ、鮭川村には鮭の人工孵化場が設置されている。上流域においてはイワナ等渓流釣りも盛ん。

## 流域の観光地および祭事、史跡
- 鮭延城（真室川町） - 真室川の河岸段丘の高台に、かつて存在した城。鮭延秀綱がここを居城とした。
- 灯籠流し（鮭川村） - 毎年8月18日に庭月観音近くの鮭川で行われる。仏式としては東北最大規模。